# Tournoi d'ouverture du championnat du Belize de football 2015
Navigation
Saison précédente Saison suivante
Le Tournoi Apertura 2015 est le onzième tournoi saisonnier disputé au Belize.
C'est cependant la 32e fois que le titre de champion du Belize est remis en jeu.
Lors de ce tournoi, le Verdes FC a tenté de conserver son titre de champion du Belize face aux cinq meilleurs clubs beliziens.
Chacun des six clubs participants était confronté deux fois aux autres équipes. Puis les quatre meilleurs se sont affrontés lors d'une phase finale à la fin de la saison.
Seulement une place pouvait être qualificative pour la Ligue des champions de la CONCACAF.

## Les 6 clubs participants
Ce tableau présente les six équipes qualifiées pour disputer le championnat 2015-2016. On y trouve le nom des clubs, le nom des stades dans lesquels ils évoluent ainsi que la capacité et la localisation de ces derniers.
| Club                     | Stade                       | Capacité | Ville            |
| Defence Force            | Stade Orange Walk People's  | 4 500    | Orange Walk Town |
| Belmopan Bandits         | Stade Isidoro Beaton        | 2 500    | Belmopan         |
| Verdes FC                | Stade Norman Broaster       | 2 000    | San Ignacio      |
| Placencia Assassins (en) | Stade Michael Ashcroft (en) | 2 000    | Mango Creek      |
| Police United            | Stade Isidoro Beaton        | 2 500    | Belmopan         |
| Wagiya (en)              | Stade Carl Ramos            | 3 500    | Dangriga         |

Localisation des clubs engagés dans le championnat
| \| Defence Force Verdes FC Belmopan Bandits Police United Placencia Assassins Wagiya \| |
| Defence Force Verdes FC Belmopan Bandits Police United Placencia Assassins Wagiya       |

## Compétition
Le tournoi Apertura se déroule de la façon suivante, en deux phases :
- La phase régulière : les dix journées de championnat.
- La phase finale : les matchs aller-retour allant des demi-finales à la finale.

### Phase régulière
Lors de la phase régulière les six équipes affrontent à deux reprises les cinq autres équipes selon un calendrier tiré aléatoirement.
Les quatre meilleures équipes sont qualifiées pour le second tour.
Le classement est établi sur le barème de points classique (victoire à 3 points, match nul à 1, défaite à 0).
Le départage final se fait selon les critères suivants :
- le nombre de points ;
- la différence de buts générale ;
- le nombre de buts marqué.

#### Classement
| Rang | Équipe                   | Pts | J  | G | N | P | Bp | Bc | Diff |
| ---- | ------------------------ | --- | -- | - | - | - | -- | -- | ---- |
| 1    | Belmopan Bandits         | 21  | 10 | 6 | 3 | 1 | 22 | 11 | +11  |
| 2    | Police United            | 19  | 10 | 5 | 4 | 1 | 18 | 5  | +13  |
| 3    | Placencia Assassins (en) | 18  | 10 | 5 | 3 | 2 | 20 | 13 | +7   |
| 4    | Verdes FC T              | 11  | 10 | 2 | 5 | 3 | 13 | 14 | -1   |
| 5    | Defence Force            | 8   | 10 | 2 | 2 | 6 | 16 | 21 | -5   |
| 6    | Wagiya (en)              | 4   | 10 | 1 | 1 | 8 | 12 | 37 | -25  |

| Légende : Qualifications et relégations | Légende : Qualifications et relégations |
| --------------------------------------- | --------------------------------------- |
|                                         | Qualifié pour le second tour            |
|                                         | T Tenant du titre                       |

#### Résultats
| Résultats (▼dom., ►ext.)                                   | Def | Belm | Pla | Pol | Ver | Wag |
| Defence Force                                              |     | 3-4  | 1-1 | 0-1 | 1-1 | 5-0 |
| Belmopan Bandits                                           | 4-1 |      | 1-3 | 2-1 | 1-1 | 2-1 |
| Placencia Assassins (en)                                   | 3-2 | 1-1  |     | 0-1 | 2-0 | 5-2 |
| Police United                                              | 1-0 | 0-0  | 4-1 |     | 1-1 | 7-0 |
| Verdes FC                                                  | 1-2 | 0-3  | 1-1 | 0-0 |     | 5-0 |
| Wagiya (en)                                                | 5-1 | 0-4  | 0-3 | 2-2 | 2-3 |     |
| - Victoire à domicile - Match nul - Victoire à l'extérieur |     |      |     |     |     |     |

### La Phase Finale
Lors de cette édition, la seconde phase du championnat a changé de format, les quatre équipes qualifiées sont désormais réparties dans un tableau final d'après leur classement général.
En cas d'égalité sur la somme des deux matchs, c'est l'équipe ayant marqué le plus de buts à extérieur qui l'emporte puis une prolongation et une séance de tirs au but ont éventuellement lieu.

#### Tableau
|  |                          |            |               |            |            |     |   |        |        |        |        |        |
|  | 1/2 finale               | 1/2 finale | 1/2 finale    | 1/2 finale | 1/2 finale |     |   | Finale | Finale | Finale | Finale | Finale |
|  |                          |            |               |            |            |     |   |        |        |        |        |        |
|  |                          |            |               |            |            |     |   |        |        |        |        |        |
|  | Belmopan Bandits         | (1)        | 0             | 1          |            |     |   |        |        |        |        |        |
|  | Belmopan Bandits         | (1)        | 0             | 1          |            |     |   |        |        |        |        |        |
|  | Verdes FC                | (4)        | 2             | 1          |            |     |   |        |        |        |        |        |
|  | Verdes FC                | (4)        | 2             | 1          | Verdes FC  | (4) | 0 | 0      |        |        |        |        |
|  |                          |            |               |            |            | (4) | 0 | 0      |        |        |        |        |
|  |                          |            | Police United | (2)        | 1          | 0   |   |        |        |        |        |        |
|  | Police United            | (2)        | Police United | (2)        | 1          | 0   | 1 | 2      |        |        |        |        |
|  | Police United            | (2)        |               |            |            |     | 1 | 2      |        |        |        |        |
|  | Placencia Assassins (en) | (3)        | 2             | 0          |            |     |   |        |        |        |        |        |
|  | Placencia Assassins (en) | (3)        | 2             | 0          |            |     |   |        |        |        |        |        |

#### Demi-finales
| Club             | Aller | Retour | Club                     | Commentaire |
| Belmopan Bandits | 0-2   | 1-1    | Verdes FC                |             |
| Police United    | 1-2   | 2-0    | Placencia Assassins (en) |             |

#### Finale
| Match aller      | Verdes FC | 0:1   | Police United       | Stade Norman Broaster |  |
| 20 décembre 2015 |           | (0:0) | Orlando Jimenez 50e |                       |  |

| Match retour     | Police United | 0:0   | Verdes FC | Stade FFB |  |
| 26 décembre 2015 |               | (0:0) |           |           |  |

## Bilan du tournoi
| Tournoi d'ouverture du championnat de football du Belize 2015 |                          |
| Champion                                                      | Police United (2e titre) |
| Dauphin                                                       | Verdes FC                |
| Qualifications continentales                                  |                          |
| Ligue des champions 2016-2017 (Phase de groupes)              | Police United            |

## Statistiques

### Buteurs
| Rang | Nom | Équipe | Buts |
| 1    |     |        | -    |
| 2    |     |        | -    |
| 3    |     |        | -    |